# Kate Østergaard
Kate Østergaard (født 1964) er cand.mag. og ph.d. i religionshistorie og minoritetsstudier fra Københavns Universitet. Kate Østergaards speciale er nutidig islam i Marokko og Danmark, og hun beskæftiger sig især med emner som religiøs praksis, integration, køn, konversion og formuleringer af islam.
Kate Østergaard erhvervede sin ph.d.-grad i 2002 på en afhandling om islamisk renselsespraksis i Casablanca, Marokko. Hun har siden da især beskæftiget sig med islam og muslimer i Danmark og fungeret som forsker, underviser og forfatter.
Kate Østergaard har bl.a. skrevet undervisningsbogen Danske verdensreligioner: Islam, Gyldendals forlag 2006 og fagbogen: Nye muslimer i Danmark (m. Tina Jensen), Forlaget Univers 2007.